# 젤라조바볼라

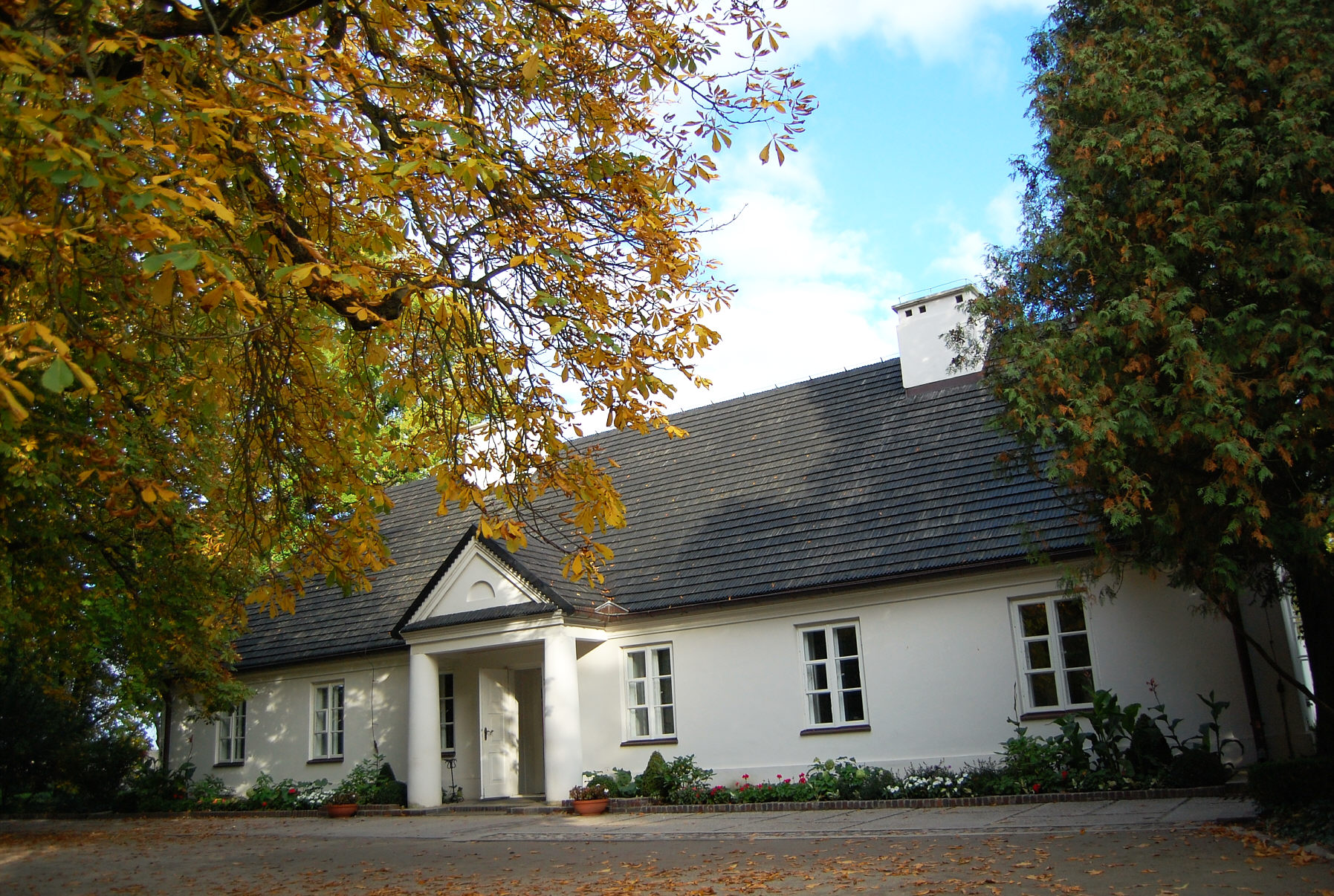
쇼팽이 태어난 집

젤라조바볼라(폴란드어: Żelazowa Wola)는 폴란드 마조프셰주에 있는 마을로 바르샤바에서 약 46km 떨어진 작은 마을이다. 이곳은 폴란드의 작곡가이자 피아노 연주자인 프레데리크 쇼팽의 발상지이다. 인구는 약 65명이다. 행정 구역상으로는 소하체프군에 속한다.
이 지역은 버드 나무와 언덕으로 둘러싸인 수많은 굴곡을 포함하여 그림 같은 마조프셰 (Mazowsze, Masovia) 풍경으로 유명하다. 작곡가가 태어난 집에서 매년 콘서트가 열린다.